# Solocarrière
Met een solocarrière of sololoopbaan wordt meestal een zelfstandige loopbaan bedoeld van een persoon die daarnaast werkzaam was (of nog steeds is) met een vaste groep (waarin deze persoon niet de leiding had). De term wordt vooral gebruikt in de podiumkunsten.
Enkele voorbeelden van bekende personen met succesvolle solocarrières:
- Freek de Jonge, voorheen bekend als lid van de cabaretgroep Neerlands Hoop
- Michael Jackson, voorheen lid van de popgroep The Jackson 5
- Rob Brown, voorheen lid van de theatergroep OpusOne
- Ozzy Osbourne, voorheen lid van de rockgroep Black Sabbath
- Steven Kazàn, voorheen bekend als hulp van de illusionistengroep Magic Unlimited